# 本覚寺 (岐阜市)
本覚寺（ほんがくじ）は岐阜県岐阜市芥見にある釈迦如来を本尊とする曹洞宗の寺院で、山号は光照山。美濃新四国11番札所。
天正2年（1574年）、織田信長が帰依していた元沢祖栄を開山として下竹屋町に建立された。その後、5世の霊山喜祐が現在地に移している。昭和20年（1945年）には岐阜空襲により焼失し、現在の伽藍はその後再建されたものである。
寺の行事として1月8日の大般若会、7月8日の施食会及び10月28日の宗祖忌がある。